# Pelophylax porosus
Espèce
Synonymes
- Tomopterna porosa Cope, 1868
- Rana porosa (Cope, 1868)
- Rana nigromaculata brevipoda Ito, 1941

Statut de conservation UICN

 LC  : Préoccupation mineure
Pelophylax porosus est une espèce d'amphibiens de la famille des Ranidae.

## Distribution et sous-espèces
Cette espèce est endémique du Japon. Elle se rencontre dans le centre et le centre-Sud de l'île de Honshū ainsi que dans le Nord-Est de île de Shikoku.

## Écologie

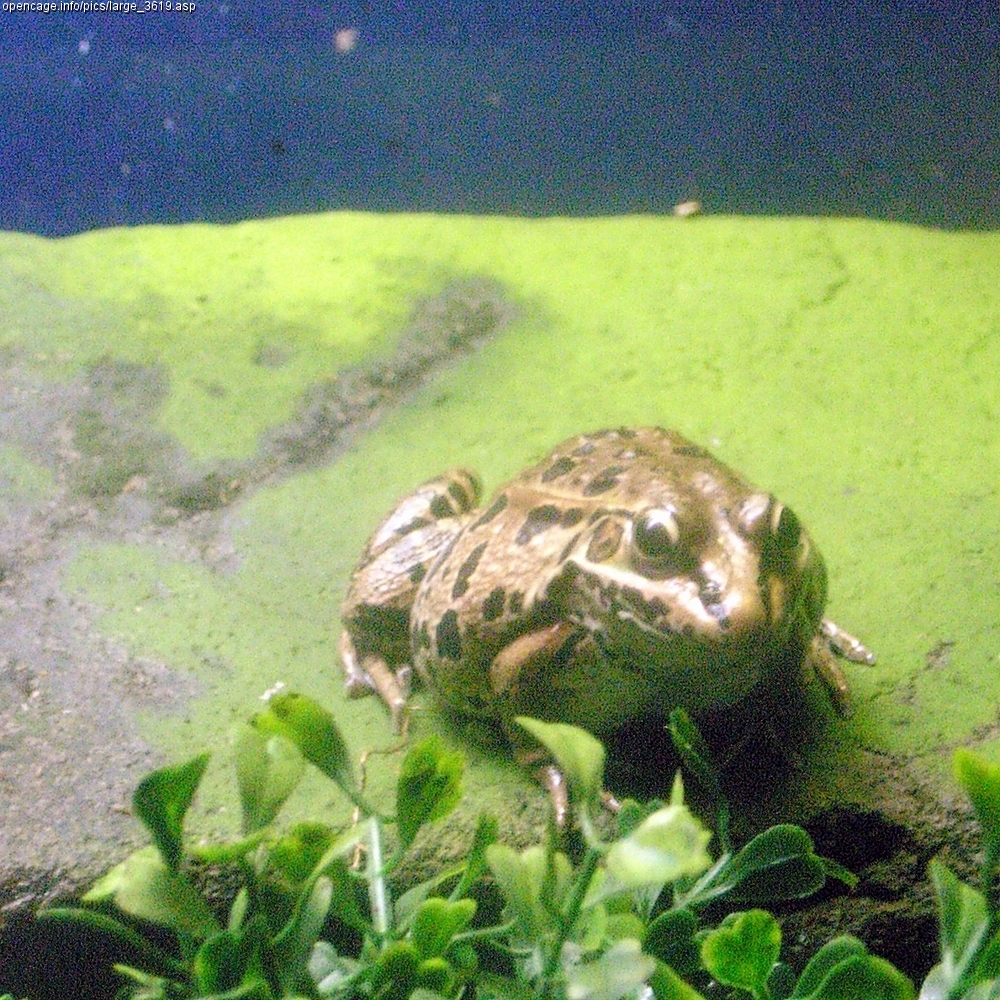
Pelophylax porosus

Pelophylax porosus brevipoda fait partie des espèces de grenouilles les plus en danger au Japon. Depuis 2003 des tentatives de réintroduction sont en cours dans la région d'Hiroshima avec des lâchers de jeunes et de tétards dans de nouveaux habitats mais également le maintien de couples reproducteurs en captivité et des prélèvements dans des zones où elles sont en danger du fait de la réduction de leur habitat.

## Publication originale
- Cope, 1868 : An examination of the Reptilia and Batrachia obtained by the Orton Expedition to Equador and the Upper Amazon, with notes on other species. Proceedings of the Academy of Natural Sciences of Philadelphia, vol. 20, p. 96-140 (texte intégral).